# Wetboek van economisch recht
Het Wetboek van economisch recht (WER) (Frans: Code de droit économique) is een Belgisch wetboek van 28 februari 2013 inzake economisch recht.
Met de introductie van het Wetboek van economisch recht streefde men twee doelen na: innovatie en codificatie. Het economisch recht, dat voorheen versnipperd was over verschillende wetteksten, werd samengebracht in een wetboek met voorlopig 18 boekdelen. Zo verving het wetboek in art. II.3 het decreet d'Allarde van 1791, dat de vrijheid van handel en nijverheid behelsde, en dat tot 2014 van kracht was in België.
Het wetboek kwam tot stand onder de regering-Di Rupo, op initiatief van minister van Economie Johan Vande Lanotte. Voor de introductie van het wetboek werd gebruik gemaakt van de techniek van de 'aanbouwwetgeving'. Zo werd bij wet van 28 februari 2013 het Wetboek zelf in het leven geroepen, maar werd daarin voornamelijk Boek I - Definities geïncorporeerd. Later werden de andere boeken stapsgewijs toegevoegd (voornamelijk door wetgeving in de loop van 2013-2014).

## Geschiedenis
Het idee om het economische recht te moderniseren ontstond in 2006, toen een rondetafel werd georganiseerd waar zowel juristen als economen aan deelnamen. Deze vertegenwoordigers van de academische wereld en de sociale partners hadden als opdracht om de economische wetgeving te analyseren en om voorstellen te doen voor een hervorming. 
Met ingang van 1 november 2018 werden nagenoeg alle bepalingen i.v.m. handelaars van het verouderde Wetboek van Koophandel opgeheven. Sommige relevante bepalingen werden toen ook overgeheveld naar het Wetboek van economisch recht.

## Inhoud
Het wetboek bestaat uit de volgende boeken:
- Boek I - Definities (trad in werking op 12 december 2013). Het boek bevat zowel algemene definities (die gelden voor alle boekdelen van het WER) als "specifieke definities" (die gelden voor bepaalde, specifiek vermelde boekdelen van het WER).
- Boek II - Algemene beginselen (trad in werking op 12 december 2013). Dit boek bevat o.a. de regelen inzake de vrijheid van ondernemen.
- Boek III - Vrijheid van vestiging, dienstverlening en algemene verplichtingen van de ondernemingen (trad in werking op 9 mei 2014). Dit boek bevat bepalingen met betrekking tot de Kruispuntbank van Ondernemingen (KBO), de verplichting tot het houden van een boekhouding, ...
- Boek IV - Bescherming van de mededinging (trad in werking op 6 september 2013). Dit boek bevat bepalingen met betrekking tot de Belgische Mededingingsautoriteit, het verbod op prijsafspraken, ...
- Boek V - De mededinging en de prijsevoluties (trad in werking op 12 december 2013)
- Boek VI - Marktpraktijken en consumentenbescherming (trad in werking op 31 mei 2014)
- Boek VII - Betalings- en kredietdiensten (trad in werking op 29 mei 2014)
- Boek VIII - Kwaliteit van producten en diensten (trad in werking op 12 december 2013). Dit boek bevat bepalingen met betrekking tot het Bureau voor Normalisatie.
- Boek IX - Veiligheid van producten en diensten (trad in werking op 12 december 2013)
- Boek X - Handelsagentuurovereenkomsten, commerciële samenwerkingsovereenkomsten, verkoopconcessies en vervoersovereenkomsten (trad in werking op 31 mei 2014)
- Boek XI - Intellectuele eigendom en bedrijfsgeheimen (trad in werking op 1 januari 2015). Dit boek bevat onder meer bepalingen inzake het kwekersrecht (titel 3), het auteursrecht, naburige rechten (titel 5), en het chipsrecht (titel 8).
- Boek XII - Recht van de elektronische economie (trad in werking op 31 mei 2014)
- Boek XIII - Overleg (trad in werking op 30 april 2014) Dit boek bevat bepalingen met betrekking tot de Centrale Raad voor het Bedrijfsleven.
- Boek XV - Rechtshandhaving (trad in werking op 12 december 2013)
- Boek XVI - Buitengerechtelijke regeling van consumentengeschillen (trad in werking op 13 mei 2014). Dit boek bevat bepalingen met betrekking tot de Consumentenombudsdienst.
- Boek XVII - Bijzondere rechtsprocedures (trad in werking op 31 mei 2014). Onder andere de vordering tot staken en de 'collectieve vordering' zijn in dit boek geregeld.
- Boek XVIII - Maatregelen voor crisisbeheer (trad in werking op 30 april 2014)
- Boek XIX - Schulden van de consument (treedt in werking op 1 september 2023)
- Boek XX - Insolventie van de ondernemingen (trad in werking op 1 mei 2018)

Oorspronkelijk bevatte het WER een boek XIV - Marktpraktijken en consumentenbescherming betreffende beoefenaars van een vrij beroep, dat in werking trad op 31 mei 2014. Door de wet van 15 april 2018 houdende hervorming van het ondernemingsrecht werd het echter opgeheven - de vrije beroepen vallen nu ook onder het toepassingsgebied van boek VI.